# Gruppo Sportivo Falck
Il Gruppo Sportivo Falck è nato a Sesto San Giovanni nel 1945 dalle ceneri del vecchio Gruppo Sportivo Acciaierie e Ferriere Lombarde Falck sorto nel 1921.

## Storia
Si trattava del Dopolavoro delle Acciaierie e Ferriere Lombarde Falck, gruppo aziendale nato a Sesto San Giovanni nel 1906.
La squadra viene però iscritta con denominazione Gruppo Sportivo Acciaierie e Ferriere Lombarde Falck alla FIGC soltanto all'inizio della stagione 1927-1928 partendo direttamente dalla Terza Divisione (evitando l'iscrizione alla Quarta Divisione ancora in vita, ma in fase di chiusura in Lombardia) avendo a disposizione da subito un terreno di gioco di dimensioni ottimali (90x50) per la disputa anche dei campionati di categoria superiore.
La sezione calcio in breve tempo, attraverso promozioni e ripescaggi, nel 1932 conquista la Prima Divisione, attuale Serie C.
Già nel secondo campionato arriva alle finali per la promozione in Serie B, così come nel campionato seguente, quando vince il proprio girone superando nello spareggio di Brescia il Lecco e nel girone finale viene preceduto solo dal Taranto.
L'ultimo campionato di alto livello è stato quello del 1938-39, quando arriva terzo dopo aver a lungo comandato la classifica.
Il 4º posto ottenuto nel 1942-43 permette dopo la guerra all'U.S. Pro Sesto, nata dalla fusione tra Giovani Calciatori Sestesi e il Dopolavoro Aziendale Falck, di iscriversi al campionato di Serie B-C Alta Italia 1945-46.
Rifondata nel 1945 con la nuova denominazione Gruppo Sportivo Falck, l'attività della "Sezione Calcio" prosegue fino al 1951-52, prima in Serie C, poi in Promozione e quindi in Prima Divisione Lombarda.
In seguito il Gruppo Sportivo si dedicò ad attività sportive meno onerose, soprattutto al ciclismo e al canottaggio.